# メルカプトプリン
メルカプトプリン（英語: mercaptopurine）とは、抗がん剤の一つで免疫抑制を示す。6-メルカプトプリンあるいはPurinethol（商品名）、ロイケリン散10%（商品名、大原薬品工業）とも呼ばれる。メルカプトプリンはチオプリンの一種である。

## 歴史
1948年に、ジョージ・ヒッチングスらが代謝拮抗物質の研究中に発見した。1952年にガートルード・エリオンらがヒポキサンチンから6-メルカプトプリンを合成している。抗腫瘍作用は1953年クラーク (Clarke) ら、ロー (Law) らが動物で確認し、1953年にはブルチェナル (Burchenal) らにより臨床試験が行われた。

## 効能または効果
- 下記疾患の自覚的並びに他覚的症状の緩解
  - 急性白血病、慢性骨髄性白血病

## 用途
急性および慢性骨髄性白血病の治療に使用される。日本では未承認であるがアザチオプリンの代わりにクローン病や潰瘍性大腸炎といった炎症性腸疾患にも適用される。
in vitro試験では抗パラ結核菌作用を示す。

## 作用機序
メルカプトプリンは対応する リボ核酸に変換される。すなわち6-MPリボ核酸はプリン核酸の生合成と代謝を阻害する。そのことにより、DNAとRNAの合成とそれらが関与する機能を阻害する。またメルカプトプリンはヌクレオチドの相互変換や糖たんぱく質の合成に干渉する。

## 副作用
メルカプトプリンの副作用として、下痢、悪心、吐き気、食欲不振、胃・腹部痛、脱力感、皮膚の発疹・赤発、脱毛などが見られる。重篤な副作用には、発熱、潰瘍性口内炎、皮下出血や出血、皮膚の単発的な紅斑、（目や皮膚の）黄疸、膵炎、褐色尿、排尿痛や排尿困難がある。さらに重篤なものには、黒色便、タール様便（下血）、血便、血尿などがある。
メルカプトプリンのアレルギー反応として、皮膚の赤発、そう痒、腫れ、そして目まいや呼吸困難がある。
メルカプトプリンは骨髄抑制や白血球や赤血球の減少を引き起こし、それは骨髄毒性によると考えられている。メルカプトプリンの投与中は、週毎の血球測定が推奨される。説明不能または異常に大幅な赤血球や白血球あるいは各種血球数の低下がみられた場合は、患者へのメルカプトプリンの投与を速やかに一時中止すべきである。
骨髄抑制や骨髄毒性が見られる患者には、チオプリントランスフェラーゼ(TMPT)欠損検査を実施すべきである。TMPT欠損患者の場合、健常人よりも広域で重篤な骨髄抑制が生じる。検査でTMPT欠損を示す患者では健常人より低投与量で治療を継続すべきである。

## 薬物相互作用
しばしば痛風・高尿酸血症の予防として処方されるアロプリノール・フェブキソスタット・トピロキソスタットは、メルカプトプリンやアザチオプリンを代謝するキサンチンオキシターゼを阻害する。前述の薬剤を投与中の患者はメルカプトプリンの副作用リスクが高まる。メルカプトプリンの投与量を減らすかキサンチンオキシダーゼ阻害薬を投与中止すべきである。

## 使用上の注意
メルカプトプリンは身体の感染防御能を低下させる。メルカプトプリン投与中は予防接種やワクチン投与は医師の許可を受けてから実施すべきである。近日中にポリオ経口ワクチンを投与された患者はメルカプトプリン投与を避けることが通常では推奨されている。
メルカプトプリンは、妊婦への投与により胎児の形成異常の増加を示唆する証拠やその評価により問題があるとされ妊婦への投与は推奨されていない。そして、妊娠3か月以前の妊婦では流産の頻度が増加する。1999年にDavisら研究者はメトトレキサートと比較して中絶薬として検討した際には、メルカプトプリンは単独使用では流産の発生の効力がないことを見出した。メルカプトプリンを投与された被験者はいずれも（2週間後に）胎児は心疾患を発症し妊娠中絶となった。
メルカプトプリンは動物やヒトで染色体異常を引き起こす。ハツカネズミでは致死的な形質異常を引き起こす。そして、ヒトでは発がん性が示唆される薬剤である。